# Koen van Roekel
Koen van Roekel (Bennekom, 1998) is een Nederlands korfballer. In clubverband speelt Van Roekel bij DVO dat in de Korfbal League speelt.
Daarnaast is hij sinds mei 2021 toegevoegd aan het Nederlands korfbalteam.

## Spelerscarrière
Van Roekel begon met korfbal bij DVO, waar hij de jeugdteams doorliep.
In 2016, op 18-jarige leeftijd, werd Van Roekel aan het eerste team van DVO toegevoegd en kreeg hij onder leiding van coach Gerald Aukes in zijn eerste seizoen (2016-2017) meteen een basisplaats.
In dit seizoen speelde Van Roekel alle competitieduels (18) en werd hij de 2e topscoorder van het team, achter Marijn van den Goorbergh met 64 goals. DVO bleef in dit seizoen in de korfbal league op de 7e plek steken.
In het seizoen erna, (2017-2018) kreeg DVO een nieuwe coach, namelijk Ben Crum.
Onder Crum werd Van Roekel in dit seizoen de mannelijke topscoorder van het team met 67 goals. Desondanks dit individuele succes had DVO het lastig en werd het 9e in de Korfbal League. Dit betekende dat DVO play-downs moest spelen voor lijfsbehoud. In deze best-of-3 serie moest DVO spelen tegen regiogenoot Dalto. DVO won de eerste wedstrijd, maar verloor de tweede. Hierdoor kwam de serie aan op een derde, beslissende wedstrijd. DVO won deze laatste wedstrijd met 32-23, waardoor het zichzelf handhaafde in de Korfbal League.
Voor dat seizoen 2018-2019 begon veranderde er veel voor DVO. Zo vertrokken een aantal belangrijke spelers, zoals Fleur Hoek en Marijn van den Goorbergh en kreeg de ploeg wederom een nieuwe coach, namelijk Richard van Vloten. Wel had de ploeg zich versterkt met Gertjan Meerkerk.
In dit seizoen speelde Van Roekel alle 18 competitieduels en maakte hij 85 goals. DVO speelde zichzelf safe en bleef steken op plek 8 in de league. Iets later, in de veldcompetitie van dit seizoen deed DVO goede zaken. Zo stond het na de 10 competitieduels op 13 punten, op een gedeelde 2e plaats. Echter was het onderling resultaat met TOP de reden dat DVO uiteindelijk op plek 3 terecht kwam en hierdoor nipt de play-offs miste.
In seizoen 2019-2020 wilde DVO definitief doorbreken naar de top van Nederland. In de Korfbal League stond de ploeg na 17 duels met 19 punten op een 6e plek, het beste resultaat van de club sinds het in de league speelde. Helaas gooide COVID-19 roet in het eten en werd de competitie niet verder uitgespeeld. 
In seizoen 2020-2021 was de Korfbal League iets anders opgezet dan normaal, vanwege COVID-19. Zo bestond de league uit 12 teams en werd er gespeeld in 2 poules. DVO werd met 9 punten uit 10 wedstrijden 4e in Poule B, wat betekende dat de ploeg zich plaatste voor de play-offs. Dit was de eerste keer in de clubhistorie dat de ploeg in de play-offs stond. DVO kwam in de best-of-3 serie uit tegen de nummer 1 van Poule A, namelijk PKC. DVO verloor de serie in 2 wedstrijden.
Iets later, in de veldcompetitie versloeg DVO de regerend zaalkampioen Fortuna in de kruisfinale. Hierdoor plaatste DVO zich voor de eerste keer in de clubhistorie voor de Nederlandse veldfinale. In de veldfinale was echter PKC met 24-23 te sterk, waardoor DVO genoegen moest nemen met een tweede plaats.
Seizoen 2022-2023 was een belangrijk seizoen voor DVO. Zo stond de ploeg na 18 competitieduels op de derde plek met 25 punten. Hierdoor plaatste de ploeg zich voor de play-offs, waarin het uit kwam tegen regerend zaalkampioen Fortuna. In de best-of-3 serie won Fortuna de eerste wedstrijd overtuigend met 29-19, maar DVO wist zich op tijd te herpakken. Zo won DVO de tweede en derde (beslissende) wedstrijd en plaatste zich zodoende voor de eerste keer in de clubgeschiedenis voor de Nederlandse zaalfinale. In deze eindstrijd die in Ahoy werd gespeeld was PKC de tegenstander. Uiteindelijk won PKC de zaalfinale met duidelijke cijfers, 33-20. DVO moest genoegen nemen met de tweede plaats.
Iets later, in de veldcompetitie, deed DVO ook goede zaken. Na de reguliere competitie stond de ploeg op de 2e plaats in de Ereklasse B. Hierdoor plaatste DVO zich voor de kruisfinale. In deze wedstrijd trof DVO dezelfde tegenstander als in de playoffs in de zaal, namelijk Fortuna. In deze kruisfinale won Fortuna met 21-18, waardoor DVO zich niet plaatste voor de veldfinale.
In seizoen 2023-2024 deed DVO wederom goede zaken. In de zaalcompetitie stond DVO na de reguliere competitie met 27 punten op de 3e plek. Hierdoor plaatste de ploeg zich voor de play-offs. In de best-of-3 serie moest DVO uitkomen tegen LDODK. In de best-of-3 serie won DVO in 2 wedstrijden en plaatste zich zodoende voor het tweede jaar op rij voor de zaalfinale in Ahoy. En net als vorig jaar was PKC de tegenstander in de finale. Anders dan de finale van 2023 gaf DVO de gehele wedstrijd een strijd, maar uiteindelijk won PKC de finale met 23-21.
Iets later, in de veldcompetitie van 2023-2024 deed DVO ook weer goede zaken. Na de competitie stond het gelijk qua punten met Koog Zaandijk met 10 punten in poule 2. Echter, op basis van onderling restultaat werd DVO 1e in de poule. Hierdoor stootte DVO door naar de kruisfinale. In deze kruisfinale won DVO met 23-18 van DOS'46, waardoor DVO zich voor de veldfinale wist te plaatsen. Tegenstander was Fortuna. DVO speelde een sterke finale en won met 20-13, waardoor het Nederlands veldkampioen werd. Dit was de eerste nationale titel voor DVO in de clubhistorie.
Voor Seizoen 2024-2025 begon DVO met hoge verwachtingen. Vorig seizoen stonden ze in de zaalfinale en werden ze Nederlands veldkampioen en daarnaast waren zij weinig belangrijke spelers verloren. In het zaalseizoen was DVO dan ook oppermachtig. Uiteindelijk sloot DVO het zaalseizoen af op de 1e plaats, wat voor de club nog niet eerder was gebeurd. Hierdoor ging DVO als favoriet de play-offs in. In de best-of-3 serie trof DVO het Papendrechtse PKC. Helaas voor DVO verloren ze de serie in 2 wedstrijden, waardoor het zaalseizoen strandde in de play-offs.
Iets later, in de veldcompetitie, werd de ploeg 1e in de Ereklasse poule B. Hierdoor plaatste DVO zich voor de kruisfinale tegen DOS'46. In deze kruisfinale won DOS'46 met 21-19 waardoor DVO onttroond was als Nederlands veldkampioen. Na het seizoen nam de ploeg afscheid van coach Richard van Vloten.

## Erelijst
- Nederlands kampioen veldkorfbal, 1x (2024)

## Oranje
Van Roekel werd in de jeugd geselecteerd voor Jong Oranje. In dit team werd hij 4 maal wereldkampioen en 1 maal Europees kampioen.
Sinds mei 2021 is Van Roekel toegevoegd aan het Nederlands korfbalteam, onder leiding van bondscoach Jan Niebeek.
Van Roekel won een gouden plak op de volgende internationale toernooien:
- EK 2024